# لانتمانن
لانتمانن (انگلیسی: Lantmännen) شرکت کشاورزی سوئدی است، که در سال ۲۰۰۱ تأسیس شد.